# Koszty społeczne
Koszty społeczne – koszty ponoszone przez całe społeczeństwo. Termin ten jest różnie interpretowany przez badaczy zajmujących się tą tematyką. W literaturze z zakresu rachunkowości stosowane są różne określenia odnoszące się do kosztów o charakterze społecznym i środowiskowym: koszty zewnętrzne, negatywne efekty zewnętrzne, negatywne społeczne efekty zewnętrzne, a także koszty społeczne. Inna definicja opisuje je jako szkody lub negatywne efekty wynikające z działań bądź decyzji jednostki gospodarczej, ponoszone przez podmioty zewnętrzne. Według definicji Williama Kappa, termin „koszty społeczne” odnosi się do „wszystkich szkodliwych następstw i uszczerbków, które ponoszą osoby trzecie lub społeczeństwo w rezultacie procesów produkcji i za które nie jest łatwo przypisać odpowiedzialność poszczególnym podmiotom prawnym i fizycznym”.
Do kosztów społecznych zalicza się między innymi degradację środowiska, hałas i skutki estetyczne, resztkowe emisje do powietrza i wody, długoterminowe usuwanie odpadów, za które przedsiębiorstwa nie ponoszą odpowiedzialności prawnej, a także niekorzystny wpływ na zdrowie i dobrobyt ludzi, ich mienie oraz jakość życia, której nie zawsze da się zrekompensować przy pomocy systemów prawnych.
W ekonomii określenie to obejmuje wszystkie bezpośrednie i pośrednie straty ponoszone przez osoby trzecie lub społeczeństwo w wyniku działalności gospodarczej przedsiębiorstw.

## Przykłady kosztów społecznych

### Społeczne koszty stosowania kary pozbawienia wolności
Do kosztów społecznych stosowania kary pozbawienia wolności zaliczane są:
- bezpośrednie koszty budowy i utrzymania infrastruktury więziennej,
- koszty zatrudnienia personelu,
- koszty utraconej pracy i produktywności osób pozbawionych wolności[10].

### Społeczne koszty wstrzymania budowy obwodnicy Augustowa
Koszty społeczne, jakie ponieśli użytkownicy drogi oraz mieszkańcy Wasilkowa i Augustowa, obliczano jako utratę korzyści wynikających ze zmniejszenia kosztów eksploatacji pojazdów, czasu przejazdu, emisji zanieczyszczeń i hałasu w obszarach zabudowanych, liczby wypadków drogowych i ich ofiar, a także obniżenia wartości nieruchomości. Oszacowano, że roczne koszty społeczne wstrzymania budowy obwodnicy Wasilkowa wynoszą co najmniej 48 mln zł, a obwodnicy Augustowa – 98 mln zł. Łączne koszty społeczne związane ze zmianą przebiegu drogi, obejmujące m.in. opracowanie dokumentacji, wywłaszczenia i budowę drogi, dla obwodnicy Wasilkowa (przy pięcioletnim opóźnieniu) oszacowano na 188,5 mln zł, a dla obwodnicy Augustowa (przy siedmioletnim opóźnieniu) – na 2208 mln zł.

### Społeczne koszty nadużywania alkoholu w Polsce
Państwowa Agencja Rozwiązywania Problemów Alkoholowych oszacowała koszty społeczno-ekonomiczne związane z nadużywaniem alkoholu w Polsce na 30,9 mld zł rocznie. Według PARPA, w przypadku przedwczesnej śmiertelności koszty te wynoszą 25,8 mld zł. W pozostałych kategoriach skutków nie przekraczają one 1 mld zł rocznie.

### Społeczny koszt węgla
Społeczny koszt węgla (SCC) to krańcowy koszt skutków emisji jednej dodatkowej tony gazów cieplarnianych (wyrażonych jako ekwiwalent dwutlenku węgla), obejmujący „nierynkowe” skutki dla środowiska i zdrowia ludzi. Wyznaczenie ceny za tonę emitowanego CO2 ma pomóc w ocenie zasadności polityk ograniczających zmiany klimatu. Najnowsze badania szacują społeczny koszt węgla na ponad 300 USD za tonę CO2. Międzyrządowy Zespół ds. Zmian Klimatu wskazał, że w celu utrzymania globalnego wzrostu temperatury poniżej 1,5 °C konieczne byłoby ustalenie ceny emisji w przedziale od 135 do 5500 USD za tonę w 2030 roku i od 245 do 13 000 USD za tonę w 2050 roku (według cen z 2010 roku).